# قائمة وكالات مكافحة الفساد

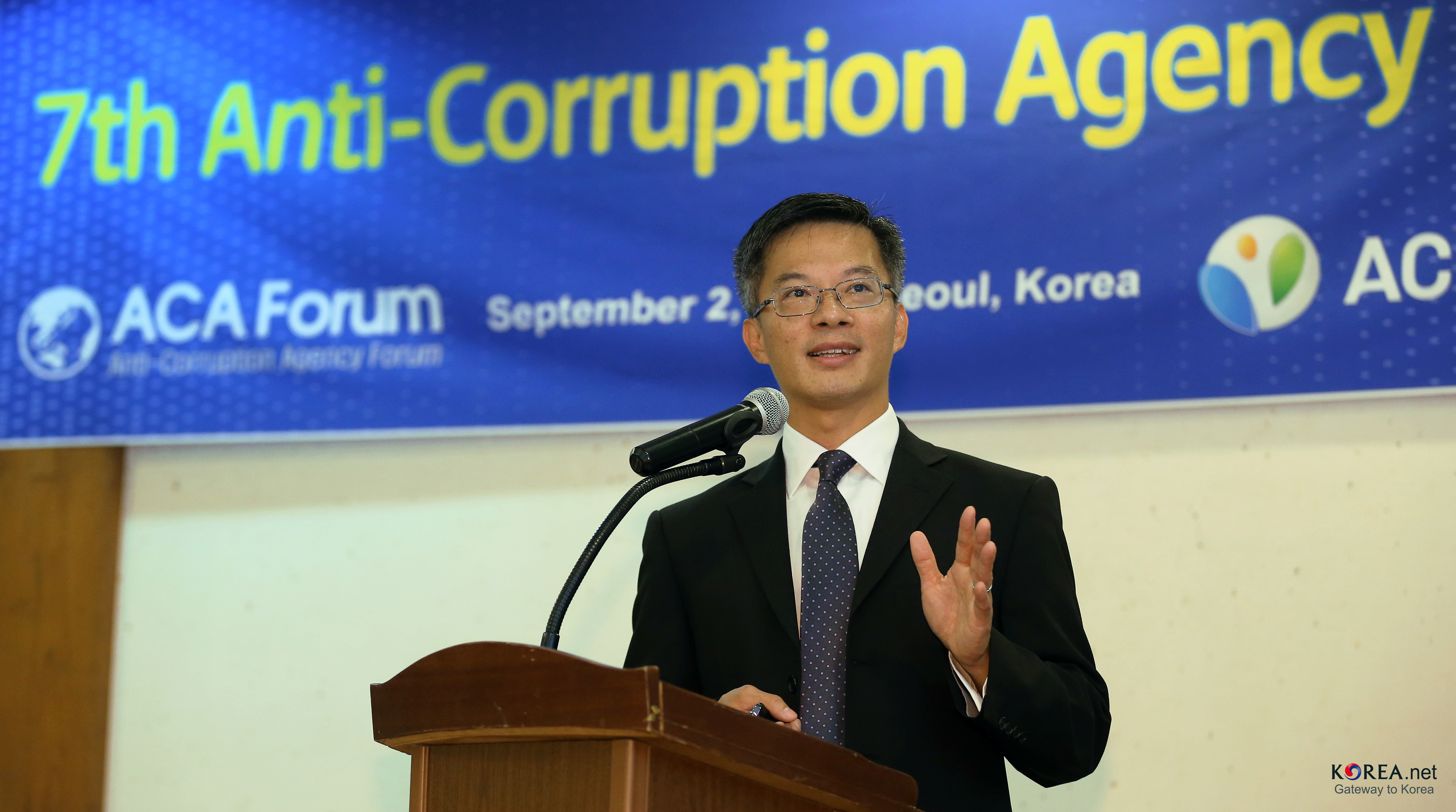
منتدى مكافحة الفساد 2013 في كوريا الجنوبية – تعاون دولي بين تسع جهات حكومية من ثماني دول لتبادل الخبرات والمعلومات

وكالة مكافحة الفساد هي وكالة شرطية خاصة متخصصة في محاربة الفساد. وأسست معظمها طبقًا للقانون، ولكن يتمتع بعضها فقط بوضع دستوري.

## قائمة الهيئات

### إفريقيا
- مصر - هيئة الرقابة الإدارية
- بوروندي - مرصد مكافحة الفساد وسوء التصرف الاقتصادي
- موريشيوس - اللجنة المستقلة لمحاربة الفساد (موريشيوس)
- نيجيريا - اللجنة المستقلة المعنية بالممارسات الفاسدة
- سيراليون - لجنة مكافحة الفساد في سيراليون

### أمريكا
- الأرجنتين - مكتب مكافحة الفساد

### آسيا
- بنغلاديش - لجنة مكافحة الفساد في بنغلاديش
- الصين - اللجنة المركزية لفحص الانضباط في الحزب الشيوعي الصيني
- هونغ كونغ - اللجنة المستقلة لمحاربة الفساد (هونغ كونغ)
- الهند - لجنة اليقظة المركزية
- إندونيسيا - لجنة القضاء على الفساد
- ماكاو - لجنة محاربة الفساد (ماكاو)
- ماليزيا - لجنة مكافحة الفساد الماليزية
- سنغافورة - مكتب التحقيقات في ممارسات الفساد
- كوريا الجنوبية - لجنة مكافحة الفساد والحقوق المدنية
- كوريا الجنوبية - المفوضية الكورية المستقلة لمكافحة الفساد

### أستراليا
- أستراليا - اللجنة المستقلة لمحاربة الفساد (نيوساوث ويلز)

### أوروبا
- لاتفيا - مكتب منع الفساد ومكافحته
- ليتوانيا - دائرة التحقيقات الخاصة بجمهورية ليتوانيا
- بولندا - المكتب المركزي لمكافحة الفساد
- رومانيا - الإدارة العامة لمكافحة الفساد
- سلوفينيا - لجنة منع الفساد في جمهورية سلوفينيا
- إسبانيا - دائرة المراقبة الجمركية